# Barbara Zagórna-Tężycka
Barbara Zagórna-Tężycka (ur. 4 lutego 1930 r. w Żurominie, zm. 10 sierpnia 2013 r. w Warszawie) – etnografka, radczyni Ministerstwa Kultury i Sztuki.

## Życiorys
Była córką Czesława i Walentyny z Sulkowskich. W 1948 r. ukończyła Gimnazjum Ogólnokształcące w Sierpcu, dwa lata później zdała egzamin maturalny w Szkole Ogólnokształcącej stopnia licealnego w tym mieście. W 1951 r. podjęła studia na Wydziale Historycznym Uniwersytetu Warszawskiego. W czasie studiów pracowała jako referentka w Pracowni Konserwacji Zabytków. W ramach współpracy z Zakładem Etnografii IHKM PAN prowadziła badania terenowe na Kurpiach. Pozyskany materiał wykorzystała w pracy magisterskiej. Napisała ją na temat stroju kurpiowskiego Puszczy Zielonej. W 1955 r. uzyskała dyplom magistra etnografii. Po studiach podjęła pracę w Krajowym Związku Spółdzielni Przemysłu Ludowego i Artystycznego „Cepelia” w Warszawie, początkowo w Wydziale Nadzoru Artystycznego. Jako kierowniczka wzorcowni gromadziła przykłady rękodzieła ludowego o wartości zabytkowej oraz dokumentację współczesnych twórców. W latach 1957–1962 pracowała jako inspektorka w Wydziale Artystycznej Wytwórczości Ludowej. Ściśle współpracowała z twórcami ludowymi i prowadziła obserwację działalności poszczególnych spółdzielni na polu sztuki ludowej. Zorganizowała w Krajowym Związku Centralną Komisję Ocen Etnograficznych, która zatwierdzała do produkcji wzory zgłaszane przez poszczególne spółdzielnie.
W 1962 r. Barbara Zagórna-Tężycka została przeniesiona służbowo do Zespołu do Spraw Plastyki w Ministerstwie Kultury i Sztuki. Jako starsza radczyni pracowała do 1967 r. wspólnie z dr. Kazimierzem Pietkiewiczem. Po jego przejściu do Państwowego Muzeum Etnograficznego w Warszawie samodzielnie prowadziła sprawy mecenatu ministerstwa nad sztuką ludową. Opracowywała projekty budżetu ministerstwa, które obejmowały pomoc stypendialną dla twórców ludowych, zakupy dzieł współczesnej sztuki ludowej oraz subsydiowanie konkursów, wystaw i publikacji. Znała problematykę współczesnego rękodzieła i sztuki ludowej, utrzymywała bliskie więzi ze środowiskiem muzealnym oraz naukowym, dzięki czemu podejmowała trafne decyzje w dysponowaniu posiadanymi środkami. W znaczący sposób przyczyniła się do utworzenia w wielu muzeach etnograficznych kolekcji dzieł współczesnej sztuki ludowej.
W lach 1972–1974 przeprowadziła weryfikację twórców ludowych. Miało to istotne znaczenie w staraniach o przyznanie twórcom ludowym prawa do emerytur twórczych. W dużym stopniu przyczyniła się do zachowania tradycyjnych rękodzieł w wielu regionach. Według Aleksandra Błachowskiego łączyła pragmatykę ministerialnego urzędnika z działalnością kompetentnego etnografa, wyczulonego na potrzeby ochrony wartości kultury ludowej.
W 1992 r. przeszła na emeryturę, ale pozostawała jeszcze na stanowisku konsultantki ministra Kultury i Sztuki w kwestiach kształtowania mecenatu. W Mazowieckim Towarzystwie Kultury prowadziła całość spraw związanych z Ogólnopolskim Przeglądem Dorobku Twórców Ludowych i Popularyzatorów Kultury Ludowej im. Oskara Kolberga.
Była autorką artykułów naukowych: Kurpiowski strój ludowy Puszczy Zielonej („Etnografia Polska”, t. 2, 1959, s. 268–273), Etnografia w pracach Krajowego Związku Spółdzielni Przemysłu Ludowego i Artystycznego „Cepelia” („Etnografia Polska”, t. 2, 1959, s. 429–433), Tkactwo ludowe terenów północnej Kurpiowszczyzny ([w:] Kurpie. Puszcza Zielona, t. 2, red. A. Kutrzeba-Pojnarowa, Wrocław – Warszawa – Kraków 1964, s. 268–292).
Uhonorowana została Odznaką „Zasłużonego Działacza Kultury” (1974), Złotym Krzyżem Zasługi (1975), Złotą Odznaką „Za zasługi dla województwa warszawskiego” (1975), Krzyżem Kawalerskim Orderu Odrodzenia Polski (1983), Nagrodą im. Oskara Kolberga w kategorii działalność naukowa, dokumentacyjna, animacja i upowszechnianie kultury ludowej (1986), medalem „Zasłużony dla Cepelii” (1999) oraz Odznaką „Zasłużony dla kultury polskiej” (2005).
Od 1968 r. była członkinią Rady Naukowej Stowarzyszenia Twórców Ludowych, należała też do warszawskiego oddziału Polskiego Towarzystwa Ludoznawczego. Od 1967 r. była członkinią Zjednoczonego Stronnictwa Ludowego.

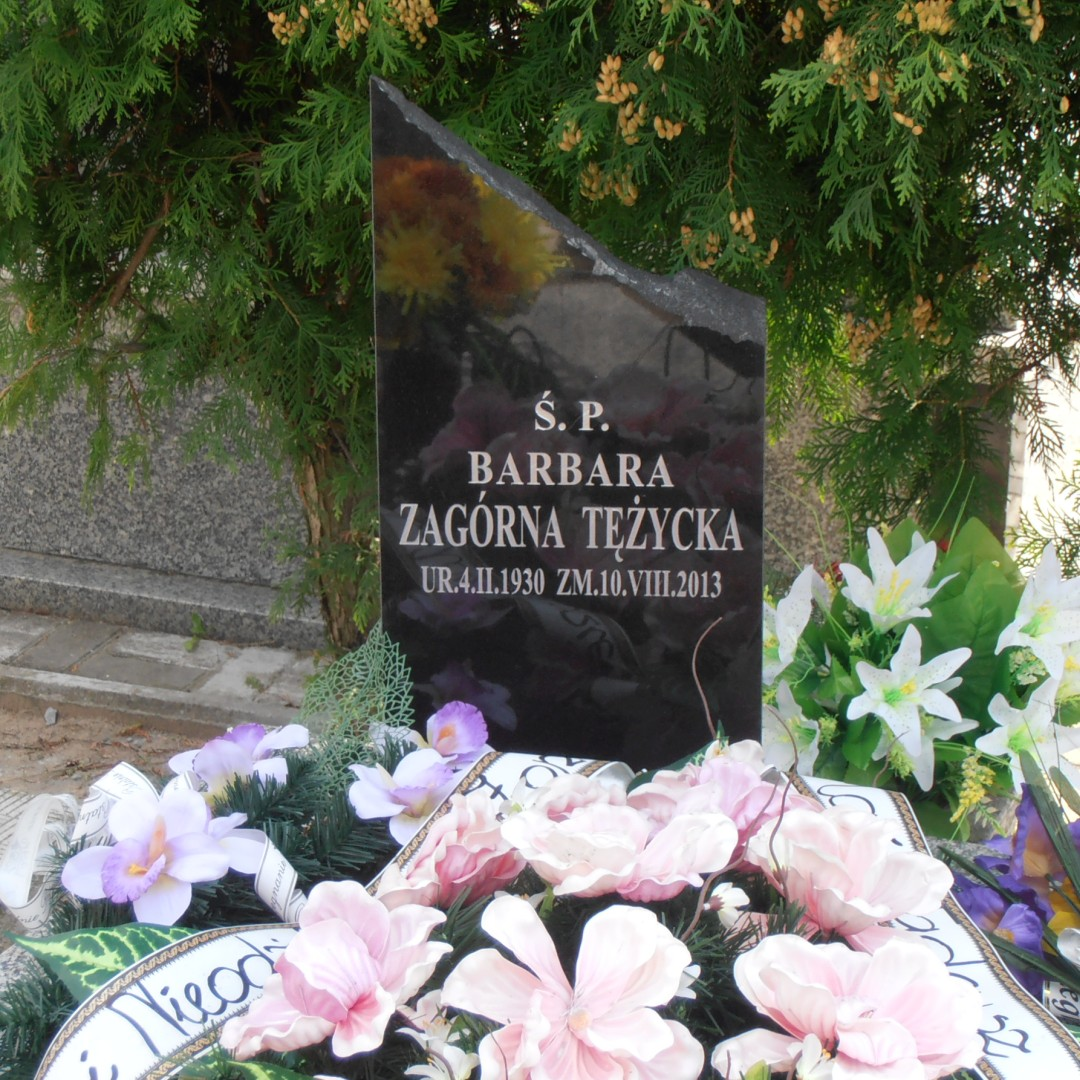
Grób Barbary Zagórnej-Tężyckiej

W 1965 r. poślubiła Józefa Tadeusza Tężyckiego (*1928, †2023), prawnika, głównego specjalistę w Ministerstwie Hutnictwa i Przemysłu Metalowego. Małżeństwo pozostało bezdzietne.
Została pochowana na cmentarzu parafialnym w Sierpcu.